# Gaspard Gsell
Gaspard Gsell, eigentlich Johann Julius Caspar Gsell, (* 1. August 1814 in St. Gallen; † 4. Februar 1904 in Meudon) war ein schweizerisch-französischer Glasmaler, der in Pariser Kirchen viele Bleiglasfenster restaurierte oder erneuerte.

## Leben
Gsell war der Sohn des Lithografen Jakob Laurenz Gsell (3. Oktober 1786–1870). Er entstammt einer seit dem frühen 16. Jahrhundert in St. Gallen ansässigen Familie. Er studierte an der École supérieure des beaux-arts in Genf und setzte um 1830 seine Studien in Paris fort, wo er Schüler von Ingres und Delaroche wurde. Aus der Zeit von 1840 bis 1845 sind Lithografien von Gsell bekannt. Um 1843 wurde er als Kartonzeichner von der Manufaktur in Choisy-le-Roi angestellt. Bis 1845 war er bei der Restaurierung von Fenstern in den Kirchen Saint-Jacques-Saint-Christophe de la Villette und St-Vincent-de-Paul in Paris beteiligt.
1846 kaufte Gsell zusammen mit Pierre Charles Marquis die Pariser Glasmalereiwerkstätte Hauder et André in der Nr. 40bis, Rue des Amandiers-Popincourt. Ein Jahr später trennte er sich von diesem Unternehmen und gründete mit Émile Laurent zusammen die Firma Laurent Gsell et Cie. Der Sitz der Firma war zunächst in der Rue Saint-Sébastien und wurde 1851 in die Nr. 23, Rue du Montparnasse verlegt. Die Firma wurde zunächst in Laurent und Gsell umfirmiert und erhielt ab den 1870er Jahren den Namen Gsell-Laurent, als Gsell alleiniger Geschäftsführer wurde. Am 3. März 1892 übergab er die Firma an seinen Sohn Albert.

## Familie
Gsell war seit dem 8. Dezember 1859 mit Caroline Adèle (geborene Laurent) verheiratet, der Tochter seines Compagnons Émile Laurent. Mit ihr hatte er fünf Söhne:
- Lucien Laurent-Gsell (* 19. November 1860–9. November 1944), wurde Maler.
- Stéphane Gsell (2. Juli 1864–1. Januar 1932), wurde Archäologe.
- Jakob Albert Gsell (* 28. Dezember 1867–28. Februar 1951), wurde Glasmaler und übernahm die väterliche Firma.
- Paul Valentin Gsell (24. Januar 1870–19. April 1947), wurde Schriftsteller und Kunstkritiker.
- Germain Gsell-Monasterio (1877–1953), wurde Kaufmann und wanderte nach Argentinien aus.

Gsells Bruder, Theodor Gsell Fels, machte sich als Sachbuchautor, Kunsthistoriker und Mediziner einen Namen.

## Werke

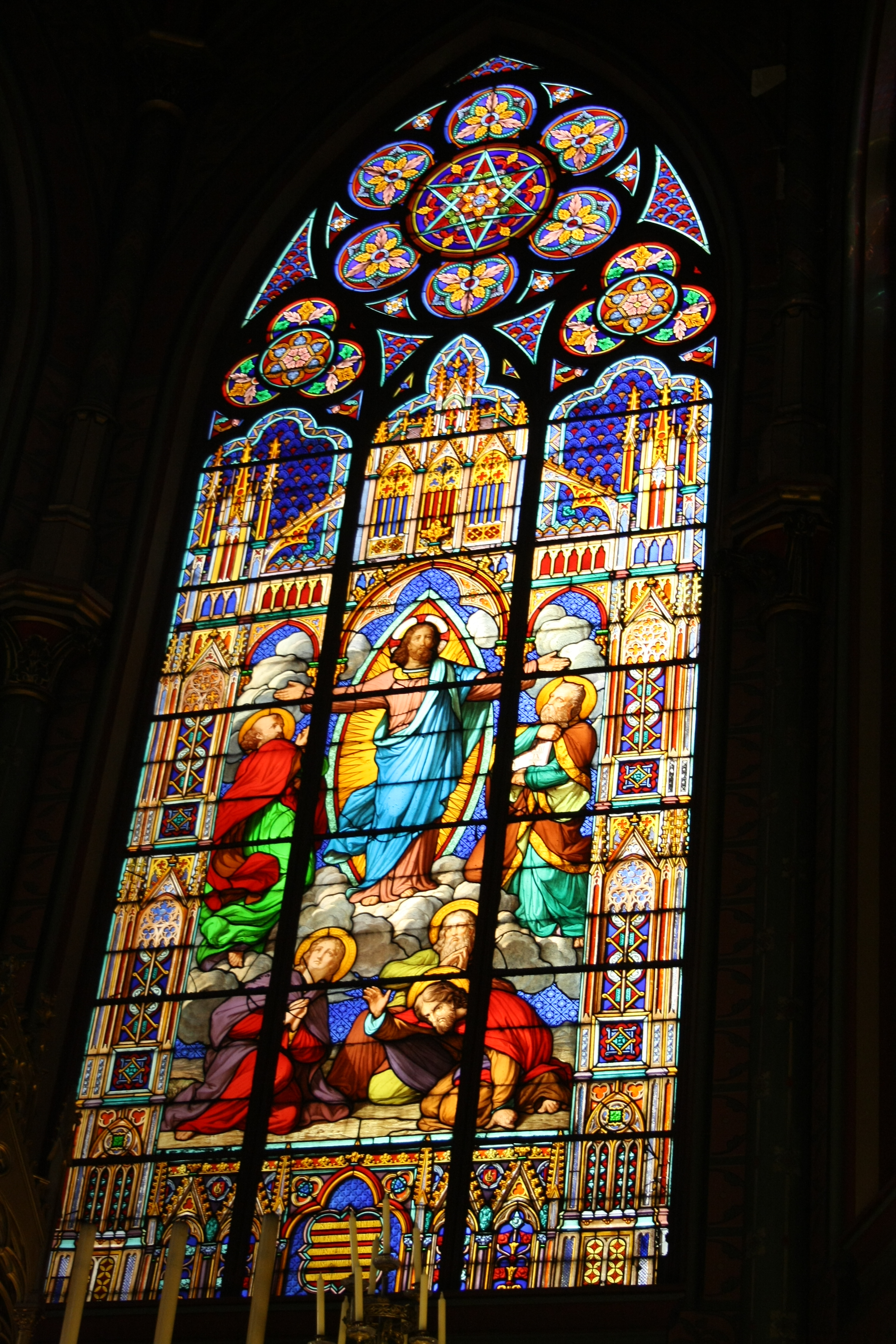
Fenster in der Kirche St-Eugène-Ste-Cécile von Gaspard Gsell: Verklärung des Herrn

Die Werkstatt von Gaspard Gsell führte Restaurierungen in vielen Kirchen von Paris aus und schuf neue Fenster für folgende Kirchen: St-Gervais-St-Protais (1848), St-Roch (1854/56), St-Étienne-du-Mont (1858), Notre-Dame-de-Grâce in Passy (damals noch nicht nach Paris eingemeindet), Notre-Dame-des-Blancs-Manteaux (1855), St-Eustache (1854/66), St-Eugène-Ste-Cécile (1855), Ste-Clotilde (1856), Saint-Bernard de la Chapelle (1861), St-Jacques-du-Haut-Pas (1868/71), St-Pierre de Montrouge (1872) und für die Kapelle des Élysée-Palastes (1864).
In 53 französischen Départements und in 15 anderen Ländern wurden Bleiglasfenster bzw. deren Restaurierungen ausgeführt. Das Musée Carnavalet besitzt einen großen Teil des Firmenarchivs von Gaspard Gsell. Er arbeitete mit vielen Malern zusammen wie z. B. Auguste Hussenot, Galimard und Alfred Gérente.